# Premio Bancarellino
Il premio Bancarellino è un premio letterario dedicato esclusivamente a libri di narrativa per ragazzi. Venne bandito nel 1957 ed assegnato per la prima volta nel 1958. Ne sono responsabili e organizzatori la Fondazione "Città del Libro", la Unione librai pontremolesi e la Unione librai delle bancarelle, enti già organizzatori del più celebre premio Bancarella. Il premio Bancarellino viene consegnato ogni anno a maggio nella città di Pontremoli.

## Descrizione
A gennaio di ogni anno, a seguito della pubblicazione del bando di concorso, le case editrici interessate inviano le opere partecipanti alla Selezione.
Fra i titoli ricevuti, circa una ventina viene poi scelta dalla Commissione Organizzatrice ed acquistata in diversi esemplari, a cura della Fondazione, per essere inviata in lettura agli alunni delle scuole medie inferiori che abbiano aderito al "Progetto lettura".  Tali scuole sono selezionate dagli organizzatori sia nelle province vicine a Pontremoli, cioè Massa Carrara, Parma e La Spezia, sia in diverse altre province di tutta Italia, per un totale di circa 200 scuole italiane.
I libri donati dalla Fondazione restano ad arricchire il patrimonio delle varie Biblioteche scolastiche. È questo, in sostanza, l'intento principale degli organizzatori del premio : sostenere e diffondere l'amore per la lettura fra i giovani. Le scuole sottopongono ai propri alunni i libri selezionati. Raccogliendo le preferenze delle scolaresche si designano dunque i cinque finalisti i quali si aggiudicano, in ogni caso, il "Premio Selezione Bancarellino".
In occasione delle manifestazioni di maggio, a Pontremoli, vengono invitati i cinque autori finalisti e i rappresentanti delle case editrici. Gli autori partecipano a una discussione pubblica, nella storica piazza di Pontremoli, sempre gremita dagli studenti delle scuole coinvolte nel Progetto.
Per assegnare il vero e proprio Premio Bancarellino, fino al 2011, veniva formata una Giuria ristretta, selezionata tra i ragazzi delle scuole partecipanti; seguiva la riunione pubblica e la proclamazione del vincitore “per alzata di libro”. Dal 2012 si è voluto dare ancora più importanza all'interazione con le scolaresche, passando a una votazione più ampia, effettuata da tutti gli studenti presenti a Pontremoli, a mezzo di apposite schede. Lo spoglio si conclude nello stesso pomeriggio di sabato con la proclamazione del vincitore e la consegna del premio.
Per ben 7 volte il primo premio è andato ex aequo a due scrittori (1972, 1977, 1984, 1996, 1998, 2004, 2010).

## Albo d'Oro
| Ediz. | Anno | Vincitore                                  | Autore                                        | Editore                               |
| ----- | ---- | ------------------------------------------ | --------------------------------------------- | ------------------------------------- |
| 1     | 1958 | L'uomo e la nave                           | Dino Salvatore Berretta - Roberto Costa       | La Sorgente                           |
| 2     | 1959 | Il libro di Madur                          | Cesare Dei                                    | Giunti                                |
| 3     | 1960 | La Bibbia racconta                         | April Oursler Armstrong                       | Vallardi                              |
| 4     | 1961 | Le mille e una Italia                      | Giovanni Arpino                               | Einaudi                               |
| 5     | 1962 | Il piccolo codice della strada             | Ermanno Libenzi                               | Mursia                                |
| 6     | 1963 | Il sergente nella neve                     | Mario Rigoni Stern                            | Einaudi                               |
| 7     | 1964 | Violetta la timida                         | Giana Anguissola                              | Mursia                                |
| 8     | 1965 | I ragazzi della Resistenza                 | Ermanno Libenzi                               | Mursia                                |
| 9     | 1966 | La pattuglia                               | Carlo Triberti                                | Mursia                                |
| 10    | 1967 | L'ultimo veliero                           | Marcello Venturi                              | Einaudi                               |
| 11    | 1968 | Il favoloso dott. Dolittle                 | Hugh Lofting                                  | Garzanti                              |
| 12    | 1969 | L'ombra del gigante                        | Alberto Rogier                                | Mursia                                |
| 13    | 1970 | Robinson dello spazio                      | Gianni Padoan                                 | AMZ                                   |
| 14    | 1971 | La grande avventura dell'uomo              | Mino Milani                                   | AMZ                                   |
| 15    | 1972 | Aka Hor                                    | Mino Milani                                   | Mursia                                |
| 15    | 1972 | Io spia tu spia                            | Clara Costa Kopciowsky                        | AMZ                                   |
| 16    | 1973 | Lettere dal domani                         | Romano Battaglia                              | (SEI) Società Editrice Internazionale |
| 17    | 1974 | Indiani maledetti Indiani                  | Piero Pieroni - Riccardo Gatteschi            | Fabbri Editori                        |
| 18    | 1975 | Il vento sull'erba nuova                   | Klara Jarunkova                               | Salani                                |
| 19    | 1976 | Il grande giorno                           | Gilles Perrault                               | Rizzoli                               |
| 20    | 1977 | I conquistatori della terra                | Serge Bertino                                 | Mursia                                |
| 20    | 1977 | I giorni delle valanghe                    | Anna Rutgers Van der Loeff                    | Salani                                |
| 21    | 1978 | Fratelli Cuordileone                       | Astrid Lindgren                               | Vallecchi                             |
| 22    | 1979 | La carica delle patate                     | Gianni Padoan                                 | AMZ                                   |
| 23    | 1980 | Glaciazione anno 2079                      | Clara Rubbi                                   | (SEI) Società Editrice Internazionale |
| 24    | 1981 | Bim bianco dall'orecchio nero              | Gavril Troiepolski                            | Giunti                                |
| 25    | 1982 | Un'infanzia italiana                       | Carlo Castellaneta                            | Mursia                                |
| 26    | 1983 | Il branco della rosa canina                | Gianni Padoan                                 | Arnoldo Mondadori Editore             |
| 27    | 1984 | Il sapore della terra                      | Rossana Guarnieri                             | AMZ                                   |
| 27    | 1984 | Le acque rosse                             | Giorgio Rascelli                              | (SEI) Società Editrice Internazionale |
| 28    | 1985 | La pace del mondo gelatina                 | Roseda Tumiati                                | Bovolenta editore                     |
| 29    | 1986 | L'enigma di Domizia                        | Ave Gagliardi                                 | Fabbri Editori                        |
| 30    | 1987 | Una storia nella storia                    | Sauro Marianelli                              | Fabbri Editori                        |
| 31    | 1988 | Le streghe                                 | Roald Dahl                                    | Salani                                |
| 32    | 1989 | Il ragazzo con la cetra                    | Ezio Savino                                   | Mursia                                |
| 33    | 1990 | Motu Iti - l'isola dei gabbiani            | Roberto Piumini                               | Einaudi                               |
| 34    | 1991 | Sole nero                                  | Mario Pucci                                   | Mursia                                |
| 35    | 1992 | Il segno di Lapo                           | Roberto Piumini                               | Einaudi                               |
| 36    | 1993 | Aspettando la pioggia                      | Sheila Gordon                                 | Einaudi                               |
| 37    | 1994 | L'ultimo lupo                              | Mino Milani                                   | Piemme                                |
| 38    | 1995 | La grande evasione dei magnifici Magnolici | Giorgio Del Lungo                             | Mursia                                |
| 39    | 1996 | Brividi d'estate                           | Patrizia Rossi                                | Bompiani                              |
| 39    | 1996 | Ci chiamavano banditi                      | Guido Petter                                  | Giunti                                |
| 40    | 1997 | Cinema Segreto                             | Domenica Luciani                              | Giunti                                |
| 41    | 1998 | Il deserto può fiorire                     | Cesare Peri                                   | Le Monnier                            |
| 41    | 1998 | La storia di Ulisse e Argo                 | Mino Milani                                   | Signorelli                            |
| 42    | 1999 | Va' con i tuoi artigli                     | Renato Clementi                               | (SEI) Società Editrice Internazionale |
| 43    | 2000 | Vacanze al cimitero                        | Domenica Luciani                              | Giunti                                |
| 44    | 2001 | Voglio sognare un angelo                   | Susanna Cappellini                            | Editrice La Scuola                    |
| 45    | 2002 | Le ventisette valigie di Ennesimo Quaranta | Claudio Comini - Orazio Minneci               | Giunti                                |
| 46    | 2003 | Roba dell'altro mondo                      | Domenica Luciani                              | Feltrinelli                           |
| 47    | 2004 | Gli Invisibili e il castello di Doom Rock  | Giovanni Del Ponte                            | Sperling & Kupfer                     |
| 47    | 2004 | La linea del traguardo                     | Paola Zannoner                                | Arnoldo Mondadori Editore             |
| 48    | 2005 | L'ultimo elfo                              | Silvana De Mari                               | Salani                                |
| 49    | 2006 | Caro Johnny Depp                           | Silvia Roncaglia                              | Fanucci                               |
| 50    | 2007 | Le ombre di Halloween                      | Maurizio Giannini                             | Editrice La Scuola                    |
| 51    | 2008 | Ragazzi di camorra                         | Pina Varriale                                 | Piemme                                |
| 52    | 2009 | Eligio S. - I giorni della ruota           | Guido Sgardoli                                | Giunti                                |
| 53    | 2010 | Il pianoforte di Mara                      | Maria Luisa Valenti Ronco                     | Editrice La Scuola                    |
| 53    | 2010 | Il passato ritorna                         | Nedo Fiano                                    | Editrice Monti                        |
| 54    | 2011 | La ragazza dell'est                        | Fulvia Degl'Innocenti                         | Edizioni San Paolo                    |
| 55    | 2012 | Lo spacciatore di fumetti                  | Pierdomenico Baccalario                       | Einaudi Ragazzi                       |
| 56    | 2013 | Cuori di carta                             | Elisa Puricelli Guerra                        | Einaudi Ragazzi                       |
| 57    | 2014 | I 10 mesi che mi hanno cambiato la vita    | Jordan Sonnenblick                            | Giunti                                |
| 58    | 2015 | Bulli con un click                         | Roberto Bratti                                | Il Rubino                             |
| 59    | 2016 | Io sono Zero                               | Luigi Ballerini                               | Il Castoro                            |
| 60    | 2017 | A noi due, prof!                           | Bianca Chiabrando                             | Arnoldo Mondadori Editore             |
| 61    | 2018 | Pusher                                     | Antonio Ferrara                               | Einaudi Ragazzi                       |
| 62    | 2019 | Gemelle                                    | Giulia Besa                                   | Giunti                                |
| 63    | 2020 | Darkness Eterni secondi                    | Leonardo Patrignani Rosario Esposito La Rossa | DeA Planeta Einaudi ragazzi           |
| 64    | 2021 | Una bottiglia nell’oceano                  | Cinzia Capitanio                              | Paoline                               |
| 65    | 2022 | I Lucci della via Lago                     | Giuseppe Festa                                | Salani                                |
| 66    | 2023 | La società segreta dei salvaparole         | Enrico Galiano                                | Salani                                |
| 67    | 2024 | Hikikomori                                 | Fabrizio Silei - Ariela Rizzi                 | Einaudi Ragazzi                       |
| 68    | 2025 | Horror game                                | Paola Barbato                                 | Piemme                                |

## Altre manifestazioni
Il premio Bancarellino, è connesso al Premio Bancarella, al premio Bancarella Sport e al premio Bancarella della Cucina, che si assegnano anch'essi a Pontremoli, Città del Libro.